# Steffen Nielsen
Steffen Nielsen (født ?, død 20. februar 2015) var en dansk cykelrytter og leder. Fra 1981 til 1985 var han formand for Danmarks Cykle Union.